# Бигелоу, Ховард
Ховард Элсон Бигелоу (англ. Howard Elson Bigelow; 1923—1987) — американский миколог и ботаник. Известен своим вкладом в систематику семейств Рядовковые (Tricholomataceae) и Болетовые (Boletaceae).

## Биография
Ховард Бигелоу родился в небольшом городе Гринфилд штата Массачусетс 28 июня 1923 года. Он был вторым ребёнком в семье Леонарда Бигелоу и Ады Лиман. Окончил среднюю школу Гринфилда в 1941 году. В сентябре того же года поступил в Оберлинский колледж в Огайо. В 1943 году вступил в армию, в следующем году был отправлен в Европу. Во время Арденнской операции стал одним из многих, попавших в плен. В апреле 1945 года был освобождён Красной Армией. В декабре 1945 года возвратился в США. С 1946 по 1949 Бигелоу продолжал учиться в Оберлинском колледже. В 1951 году получил степень магистра. Осенью того же года поступил в Мичиганский университет в Анн-Арборе, учился у Александра Х. Смита. В июне 1956 года получил степень доктора философии за монографию, посвящённую представителям рода Говорушка, произрастающим в Мичигане. В 1956 году женился на Маргарет Барр. С сентября 1957 года Бигелоу на протяжении 26 лет преподавал ботанику в Университете Массачусетса. В 1983 году Бигелоу ушёл на пенсию. Скоропостижно скончался 21 ноября 1987 года.

## Виды грибов, названные в честь Х. Бигелоу
- Clitopilus bigelowii T.J.Baroni, 1995
- Cortinarius bigelowii Thiers & A.H.Sm., 1969
- Pholiota bigelowii A.H.Sm. & Hesler, 1968
- Psathyrella bigelowii A.H.Sm., 1972